# Rich and Strange
Ricos y extraños es una película de la etapa inglesa de Alfred Hitchcock, producida por British International Pictures Ltd. Es una comedia con tintes dramáticos basada en una historia original del escritor inglés Dale Collins y adaptada al cine por el propio Alfred Hitchcock. 

## Argumento
Relata la historia de un joven matrimonio aburrido en Londres que recibe una sustanciosa herencia y decide hacer un viaje, a todo lujo, hasta Singapur. Durante el trayecto tienen distintas historias amorosas con desconocidos que por una u otra razones acaban fracasando. La pareja vuelve a reconciliarse y retorna a Londres y a su anterior vida. El final no deja de tener un tono moral ajustado a las convenciones de su tiempo, en este sentido es de destacar el tratamiento a los piratas chinos que los rescatan del naufragio que sufren, y las costumbres que de ellos se detallan.